# Rock cake

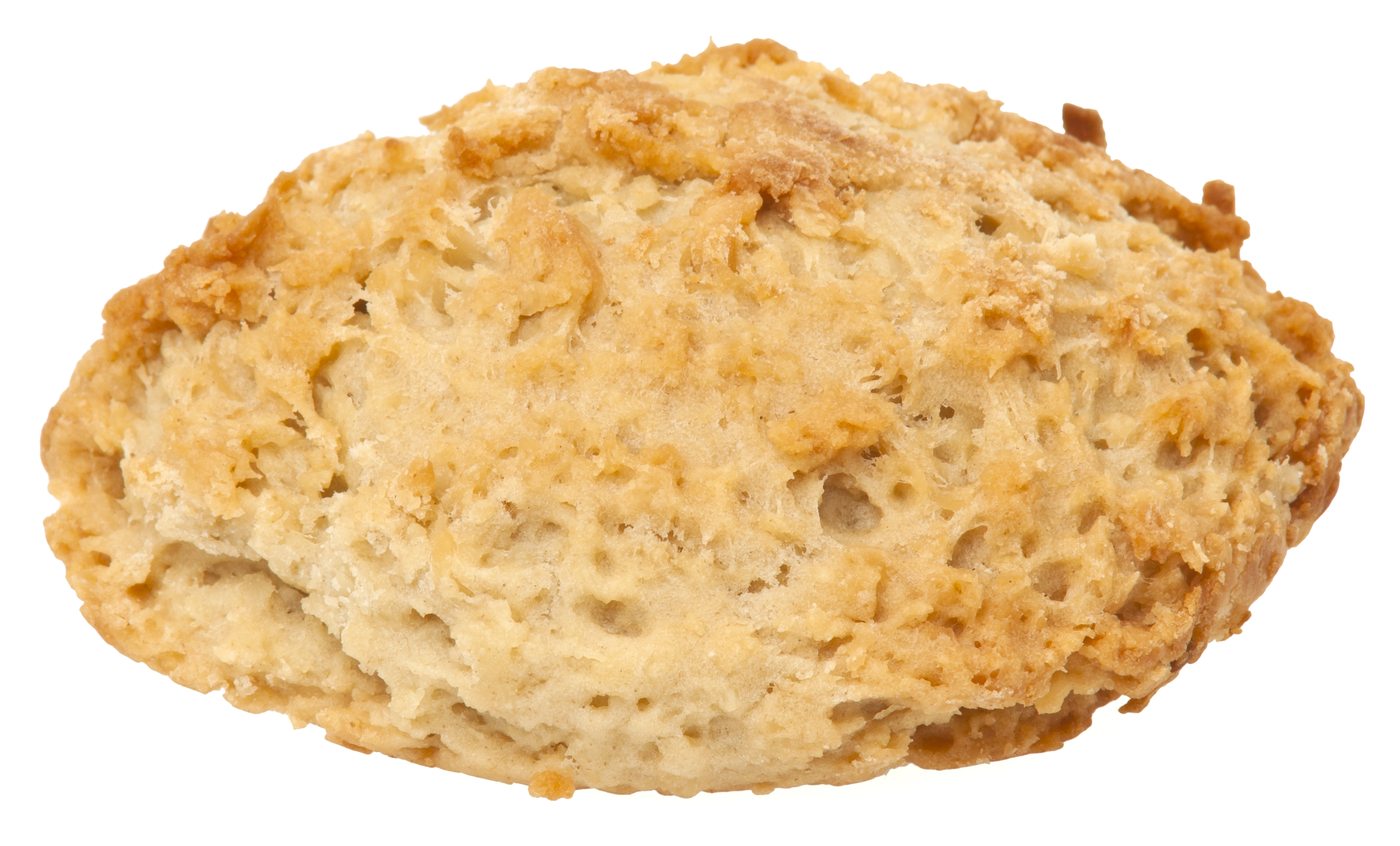
Rock cake

Ein Rock cake (englisch; auf Deutsch etwa Felskuchen) ist ein kleines Gebäck mit einer rauen Oberfläche, ähnlich der eines Felsens. Während des Zweiten Weltkriegs warb das britische Lebensmittelministerium für Rock cakes, da sie weniger Eier und weniger Zucker als gewöhnliche Kekse benötigen. Damit sollten in Zeiten strenger Lebensmittelrationierung Ressourcen eingespart werden. In traditionellen Rezepten wurden sie mit Haferflocken gestreckt, da jene leichter verfügbar waren als Weissmehl. Sie sind ein beliebtes britisches Teegebäck und scheinen mindestens seit der viktorianischen Zeit bekannt zu sein.
In deutschen Harry-Potter-Romanen (Übersetzer Klaus Fritz) wird als Übersetzung für „Rock cake“ der Neologismus Felsenkeks verwendet.

## Rezept
Ein Rezeptbuch von Isabella Beeton aus dem Jahre 1861 enthält zwei frühe Rezepte für Rock cakes. Für das eine werden Mehl, Butter, „feuchter Zucker“, Zitrone, Milch und Backpulver benötigt. Das andere Rezept ähnelt eher einem Shortbread (schottisches süßes Mürbeteiggebäck), da es Mehl, Butter und Rosinen, aber kein Backtriebmittel verwendet.
Für ein typisches Rezept benötigt man etwa Mehl, Butter oder Margarine, Zucker, Ei, Backpulver, Milch, Trockenfrüchte wie Korinthen, Rosinen, Orangeat usw. sowie eine Prise Muskatnuss und eine Gewürzmischung. In der Regel werden zunächst Mehl und Butter gemischt, bis die Masse wie Brotkrümel aussieht; dann werden die anderen Zutaten hinzugefügt, sodass ein fester Teig entsteht. Dieser wird mit einem Löffel auf ein Backblech gegeben oder mit zwei Gabeln grob in die richtige Form gedrückt. Die Kekse (wahlweise mit Zucker und Zimt bestreut) werden etwa 15 Minuten lang bei 200–220 °C gebacken, wobei sie ihre unregelmäßige Form behalten.
Zu den Variationen gehören der jamaikanische Rock cake, der ähnlich ist, aber normalerweise Kokosraspeln enthält, und der traditionelle britische Rock cake, der Haferflocken enthält.